# 宝产胡同
39°56′05″N 116°22′15″E / 39.9348384°N 116.3708146°E

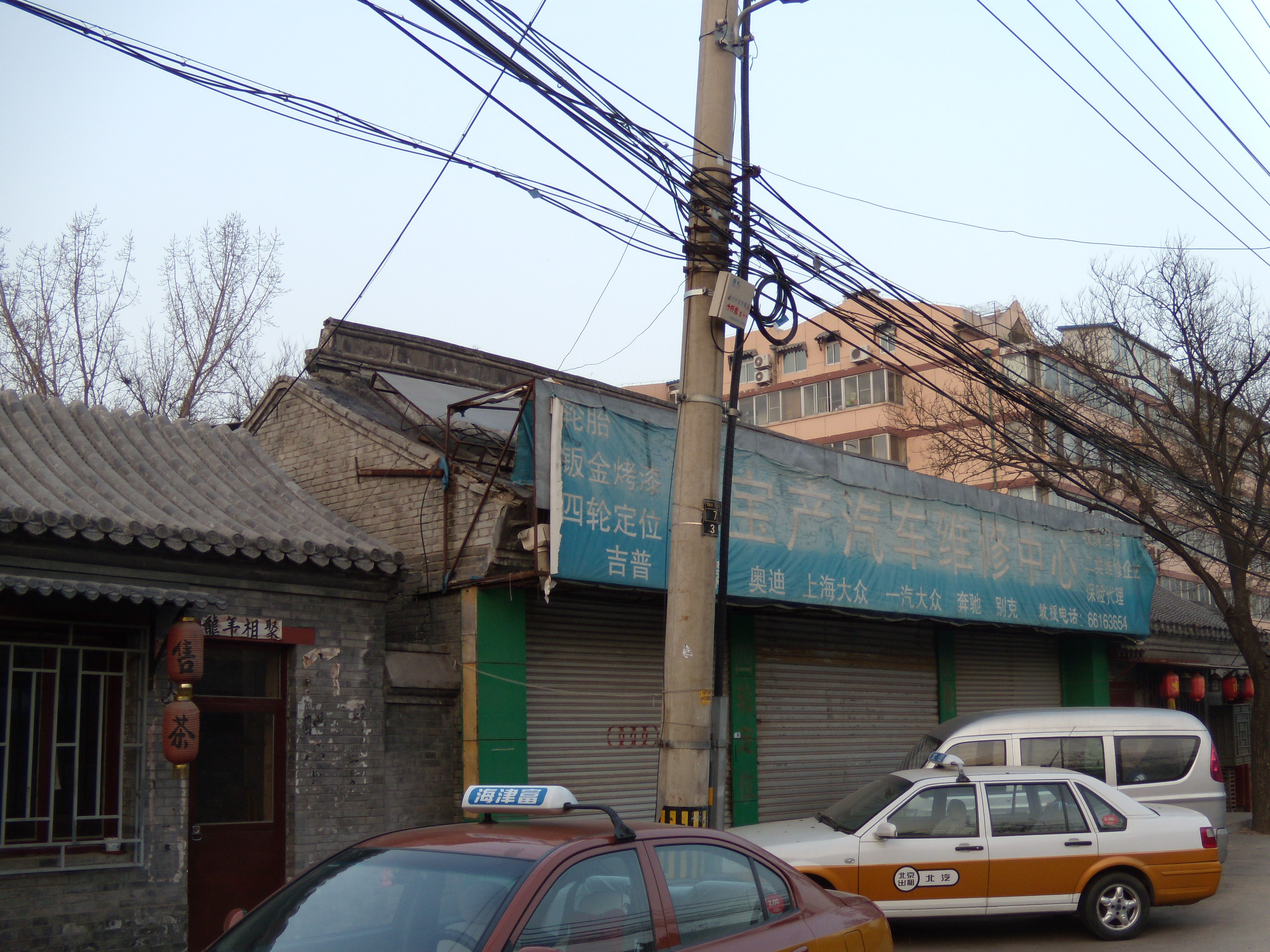
宝产胡同内的宝产汽车维修中心，该建筑原为正觉寺山门。远处黄色高楼为宝禅寺旧址。

宝产胡同是位于中國北京市西城区平安里一带的一条胡同。

## 简介
宝产胡同位于西城区中部，呈东西走向，东起新街口南大街，西止赵登禹路，中与四根柏胡同相交。胡同东口位于护国寺街西口对面。全长385米，平均宽7米。
宝产胡同，明朝称“宝禅寺胡同”，因胡同北侧原有宝禅寺而得名。《宛署杂记》载：“宝禅寺，元武宗时建，后废为民居。成化庚寅，太监麻俊修宅，得元赵孟頫碑，知为普庆寺旧址，施为今寺。闻于上，勅赐今名。户部尚书万安记。”《蓟邱杂抄》载：“宝禅寺在崇国寺街之街西，即元大承华普庆寺也。成化庚寅，供用库内官麻俊买地治宅，掘土得赵承旨碑，始知为寺基。复建佛殿，山门廊庑厨库悉具，闻于朝，改赐额曰宝禅寺，立太子少保户部尚书眉山万安碑于庭。”1949年之后，宝禅寺被改为工厂。1997年前后，宝禅寺被拆除，其大殿斗拱被保存于北京建工学院建筑系。
中华民国时期，该胡同称“宝禅寺街”。1965年定名“宝产胡同”，沿用至今。
宝产胡同是一条聚集了很多文物建筑的古老街巷。位于胡同中部的宝产胡同15号原为宝禅寺（后改为广善寺），为西城区文物保护单位，现已拆除。该寺以西的宝产胡同19号为正觉寺，为西城区普查登记文物。魁公府位于正觉寺以西，宝产胡同西口路北，为西城区文物保护单位。宝产胡同3号为苍圣祠，为西城区普查登记文物。除了以上文物建筑，宝产胡同还有数座保存比较完整的四合院。宝产胡同四合院位于宝产胡同7号，为西城区普查登记文物。